# Der kühne Schwimmer (1957)
Der kühne Schwimmer (Verweistitel Der kühne Schwimmer vom Alpensee) ist eine deutsche Verwechslungskomödie von Karl Anton aus dem Jahr 1957. Die Hauptrollen sind mit Gunther Philipp, Susanne Cramer, Gunnar Möller, Ruth Stephan und Walter Gross besetzt. Das Filmplakat versprach seinerzeit „Humor, Liebe und Musik – in einem Schwank, wie er köstlicher nicht sein kann“.

## Handlung
Damenwäschefabrikant Otto von Senff lässt sich von seinem Freund, dem Tierarzt Dr. Hans Sommer, dazu überreden, endlich einmal Urlaub zu machen. Zwar wollen beide mit Ottos Schwester Ulla nach Venedig, doch entscheidet sich Otto, lieber Urlaub in ihrem Sommerhaus in Bayern machen zu wollen. Das Haus grenzt an einen Campingplatz, der überfüllt ist. Otto will nach kurzer Zeit nach Venedig abreisen, entscheidet sich jedoch um, als er die attraktive Amerikanerin Gaby Marshall kennenlernt, die mit ihrer Freundin Karin Biedermann unterwegs ist. Das Duo hat seinen Wohnwagen am Campingplatz  geparkt. Zwar hat Gaby eigentlich ihren Verlobten Fritz erwartet, lässt sich jedoch von Otto einladen, als dieser ihr erzählt, Fritz flirtend mit einer Camperin gesehen zu haben. Ulla lernt unterdessen Dr. Richard Möbius kennen, der mit Dackel Hector auf dem Campingplatz Urlaub macht. Richard ist weniger an Ulla, als an ihrer Dackeldame Susi interessiert, wünscht er sich doch Nachwuchs für Hector.
Nach einem alkoholreichen Abend erfährt Otto am nächsten Morgen, dass Gaby schwimmen gegangen ist. Er findet sie im See, doch ist Gaby dem Ertrinken nahe. Otto kann nicht schwimmen und hält daher den Einheimischen Xaver Kraxentrager an, der gerade auf dem Motorrad auf dem Weg zur Klinik ist. Nur mit der Aussicht auf gute Bezahlung lässt sich Xaver überreden, Gaby aus dem Wasser zu holen. Er erhält 20 DM und fährt weiter. Als Gaby zu sich kommt, glaubt sie, dass Otto sie gerettet hat. Sie ist nun von ihm so begeistert, dass sie ihn heiraten will. Otto stimmt zu und versucht heimlich, mit Hans schwimmen zu lernen. Er verzweifelt darüber und hält die Hochzeitsgesellschaft schließlich klein, damit keine Gäste erscheinen, die wissen, dass er nicht schwimmen kann. Xaver erzählt unterdessen seinen Stammtischfreunden, dass er eine Frau gerettet und dafür 20 DM erhalten habe. Da die Summe so klein ist und Xaver auch keine Rettungsmedaille vorweisen kann, glauben ihm seine Freunde nicht. Xaver kündigt sich daher am Tag der Hochzeit bei Otto an, um die ganze Sache noch einmal zu besprechen.
Zur Hochzeit wird Otto die Rettungsmedaille verliehen. Er verpflichtet Hans dazu, ihm Xaver vom Hals zu halten. Hans wiederum glaubt, Fritz sei Xaver. Zusammen gehen sie den Vorfall noch einmal durch, auch mit dem wichtigen Detail, dass Otto nicht schwimmen kann und dies am Ende die Hochzeit gefährden könnte. Nach der standesamtlichen Trauung erscheint zunächst Xaver, der von Otto mehr Geld fordert. Als er herausbekommt, dass die Wahrheit Ottos Ehe zerstören könnte, erpresst er von Otto immer mehr Geld und erhält auch die Medaille. Fritz erscheint kurz darauf auf der Hochzeit und klärt den Schwindel auf. Gaby ist empört und will sich sofort scheiden lassen. Auch Hans’ Versuche, Xaver zur Falschaussage zu bewegen, gehen schief. Am Ende läuft alles auf die Frage hinaus, ob Otto schwimmen kann oder nicht. Zwar ist Hans überzeugt, dass Otto es nicht kann, doch zeigt er sich als guter Schwimmer, als Gabys Tante ins Wasser fällt und gerettet werden muss. Otto und Gaby bleiben zusammen. Hans und Karin verlieben sich ineinander und auch Ulla und Richard sind über ihre Dackel ein Paar geworden.

## Produktion, Hintergrund, Veröffentlichung
Der kühne Schwimmer beruht auf dem gleichnamigen Bühnenstück von Franz Arnold und Ernst Bach. Der Film wurde unter anderem in den Bavaria Filmstudios, Geiselgasteig, gedreht. Die Kostüme schuf Margot Schönberger, die Filmbauten stammen von Wolf Englert und Ernst Richter.
Gunther Philipp, der im Film den Nichtschwimmer Otto spielt, war in seiner Jugend erfolgreicher Leistungsschwimmer.
Im Film sind verschiedene Lieder zu hören, es spielt das Orchester Kurt Graunke:
- Lolita & Jörg Maria Berg: Tadellos
- Stan Oliver: Das alte Theater in Buffalo
- Georg Blädel & Obermenzinger Blasmusik: Warum ist das kein Bier

Der Film erlebte am 19. September 1957 im Stuttgarter Gloria-Palast seine Premiere. Die Icestorm Entertainment GmbH gab den Film am 17. Februar 2017 auf DVD heraus.

## Kritik
Für den film-dienst war Der kühne Schwimmer ein „derber Filmschwank mit müden Witzchen und einigen Anzüglichkeiten.“ „So ’n Stuss: Ist ja viel zu seicht zum Ertrinken“, urteilte Cinema über diesen „Urlaubsklamauk am bayrischen Bergsee“.